# Tauraco schuettii
Tauraco schuettii là một loài chim trong họ Musophagidae.